# Naxi (socken i Kina)
Naxi (kinesiska: 纳西, 纳西民族乡) är en socken i Kina. Den ligger i den autonoma regionen Tibet, i den sydvästra delen av landet, omkring 730 kilometer öster om regionhuvudstaden Lhasa. Antalet invånare är 4940. Befolkningen består av 2 341 kvinnor och 2 599 män. Barn under 15 år utgör 24,0 %, vuxna 15-64 år 69 %, och äldre över 65 år 6,0 %.
Genomsnittlig årsnederbörd är 789 millimeter. Den regnigaste månaden är juli, med i genomsnitt 240 mm nederbörd, och den torraste är november, med 4 mm nederbörd.